# Acosmium
Acosmium – rodzaj roślin z rodziny bobowatych (Fabaceae). Obejmuje 18 gatunków występujących w tropikach Ameryki Południowej. Drewno wykorzystywane jest jako surowiec konstrukcyjny. 

## Systematyka
Pozycja według APweb (aktualizowany system APG III z 2009)
Jeden z rodzajów plemienia Sophoreae z podrodziny bobowatych właściwych (Faboideae) z rodziny bobowatych (Fabaceae) należącej do rzędu bobowców (Fabales) reprezentującego dwuliścienne właściwe.
Wykaz gatunków
- Acosmium bijugum (Vogel) Yakovlev
- Acosmium brachystachyum (Benth.) Yakovlev
- Acosmium cardenasii H.S.Irwin & Arroyo
- Acosmium dasycarpum (Vogel) Yakovlev
- Acosmium diffusissimum (Mohlenbr.) Yakovlev
- Acosmium fallax (Taub.) Yakovlev
- Acosmium glaziovianum (Harms) Yakovlev
- Acosmium lentiscifolium Schott
- Acosmium mohlenbrockii Yakovlev
- Acosmium nitens (Vogel) Yakovlev
- Acosmium panamense (Benth.) Yakovlev
- Acosmium parvifolium (Harms) Yakovlev
- Acosmium praeclarum (Sandwith) Yakovlev
- Acosmium stirtonii Aymard & V. González
- Acosmium subelegans (Mohlenbr.) Yakovlev
- Acosmium tenuifolium (Vogel) Yakovlev
- Acosmium tomentellum (Mohlenbr.) Yakovlev
- Acosmium trichonema Rizzini